# A Haláli hullák epizódjainak listája
A Haláli hullák (Dead Like Me) című tévésorozat epizódjainak listája.

## 1. évad
| |                      |     |              |  |   |
| |                      | Cím | Első vetítés |  | # |
| |                      |     |              |  |   |
| Pilot | 2003. június 27.     |     | 101          |  |   |
| Az első nap | 2008. március 3.     |     | 101          |  |   |
| Georgia Lass az átlagos lázadó tinik unalmas mindennapjait éli, mikor kényszerű munkábaállásának első napján agyoncsapja őt egy a MIR űrállomás roncsairól elszabadult WC ülőke. Unalmas élete utolsó napja azonban új élete első napjának is bizonyul egyben. Habár őt senki sem kérdezte meg a dologról, az lesz a feladata, hogy új testben a földön az élők közt járva átsegítse a halottak lelkét a túlvilágra, magyarán mondva kaszás lesz. Egy gyakorlott kaszás csapat tagja lesz, amelynek a mogorva Rube a vezetője. Új életének első feladataként azt kapja, hogy ismerje meg a csapat többi tagját, figyelje, hogy hogy dolgoznak, szerezzen magának lakást és munkát, amiből a halál után is megmaradt szükségleteit fedezheti… |                      |     |              |  |   |
| |                      |     |              |  |   |
| Dead Girl Walking | 2003. július 4.      |     | 102          |  |   |
| A dezertőr | 2008. március 10.    |     | 102          |  |   |
| George továbbra is a halál utáni életbe való beilleszkedéssel küszködik. Helyzetét az sem könnyíti meg, hogy Rube - nem minden ok nélkül - nem bízik meg benne a vonaton történtek óta. Arra is kénytelen rádöbbenni, hogy a megélhetése és lakhatása érdekében találnia kell valami pénzszerzési módot. Eközben húga, Reggie nem tudja feldolgozni George halálát és ezért olyan dolgokat tesz, amikkel mind az iskolájában, mind a szomszédaik körében kellemetlen helyzetbe sodorja családját. |                      |     |              |  |   |
| |                      |     |              |  |   |
| Curious George | 2003. július 11.     |     | 103          |  |   |
| A tilosban | 2008. március 17.    |     | 103          |  |   |
| George továbbra is családja után vágyakozik. Rendszeresen "hazajár", amiért Rube nagyon leszidja. George egy nagyon fájdalmas lecke után rájön, hogy régi élete végérvényesen a múlté és muszáj elengednie a családját. |                      |     |              |  |   |
| |                      |     |              |  |   |
| Reapercussions | 2003. július 18.     |     | 104          |  |   |
| Végzetes következmények | 2008. március 28.    |     | 104          |  |   |
| George felfedez egy kiskaput a "Kaszás szabályzatban" és eldönti, hogy leteszteli, működik-e. Megmenti a rá kirótt lelket a végzetével való találkozástól, ami előre nem látott katasztrofális következményekkel jár. George ebből az esetből kemény leckét kapva jön rá, hogy a Kaszások nem avatkozhatnak be az események alakulásába és ha valakinek eljön az ideje, akkor meg kell halnia. |                      |     |              |  |   |
| |                      |     |              |  |   |
| Reaping Havoc | 2003. július 25.     |     | 105          |  |   |
| Barát kerestetik | 2008. április 4.     |     | 105          |  |   |
| George az élet utáni lét egyik legnagyobb problémájaként azt éli meg, hogy nincs igazi barátja, akivel megoszthatná az érzéseit. Hosszú időt tölt el azzal, hogy sorra számba veszi a lehetséges barátjelölteket. A hétköznapi munkájában jól alakulnak számára a dolgok, egyre jobban kezd beilleszkedni a társaságba. A Kaszások közül Betty-vel érti meg magát a legjobban, sok mindent megtanul tőle az emberi kapcsolatoktól, de azt nem sejti, hogy ennek a frissen szerzett tudásnak milyen gyorsan hasznát is fogja venni… |                      |     |              |  |   |
| |                      |     |              |  |   |
| My Room | 2003. augusztus 1.   |     | 106          |  |   |
| Az új ember | 2008. április 11.    |     | 106          |  |   |
| A csoportba új kaszás érkezik, a gyönyörű, de kiállhatatlan Daisy. Rube - míg saját lakást nem talál - beköltözteti őt George-hoz. Daisy azonnal kisajátítja George lakását, próbára téve ezzel türelmét. George rádöbben, hogy meg kell tanulnia kiállni önmagáért. |                      |     |              |  |   |
| |                      |     |              |  |   |
| Reaper Madness | 2003. augusztus 8.   |     | 107          |  |   |
| Adminisztrációs hiba | 2008. április 18.    |     | 107          |  |   |
| George és Mason a legújabb közös munkájukon összetalálkoznak a szkizofrén Ronnie-val, akinek a post-it-jét egy adminisztrációs hiba miatt idő előtt kapták meg. A fiúról kiderül, hogy az élőktől szokatlan módon látja a hantolókat és hamar rájön, hogy erre George is képes. Azonban az is eléggé nyilvánvalónak tűnik, hogy nem csak ezért érdeklődik a lány iránt… |                      |     |              |  |   |
| |                      |     |              |  |   |
| A Cook | 2003. augusztus 15.  |     | 108          |  |   |
| A szakács | 2008. május 2.       |     | 108          |  |   |
| George elhatározza, hogy magához veszi a legutóbbi elhunyt golden retrieverét. Helyzete nem egyszerű, mert Daisy hallani sem akar arról, hogy a kutya velük éljen. Eközben Rube, aki állandóan reklamál az étel miatt, egy váratlan esemény miatt beugrik szakácsnak a Gofriházban. A pult innenső oldalán jön rá, milyen nehéz az olyan reklamálókkal bánni, mint amilyen ő is volt. |                      |     |              |  |   |
| |                      |     |              |  |   |
| Sunday Mornings | 2003. augusztus 22.  |     | 109          |  |   |
| Szép emlékek | 2008. április 25.    |     | 109          |  |   |
| George-ot következő megbízatása egy egyetemi kollégiumba vezérli, ahol megismerkedik Charlotte-tal. Összebarátkoznak és a lány elviszi őt kedvenc professzora előadására - aki nem más, mint George apja. A lány - aki rajong Clancyért - leszervez egy közös ebédet. |                      |     |              |  |   |
| |                      |     |              |  |   |
| Business Unfinished | 2003. augusztus 29.  |     | 110          |  |   |
| Lezáratlan ügyek | 2008. május 9.       |     | 110          |  |   |
| George-ra új feladatot bíznak a Happy Time-nál, ami egy nagy halom vállalati irat szortírozásából áll. Kelletlenül áll neki a munkának, így épp kapóra jön neki, hogy Daisy a segítségét kéri egy szép bevétellel kecsegtető akcióhoz, amelyben egy lélek segítségével akarnak némi plusz pénzhez jutni. Eközben Roxy tőle szokatlanul viselkedik, aminek okát csak Rube tudja… |                      |     |              |  |   |
| |                      |     |              |  |   |
| The Bicycle Thief | 2003. szeptember 5.  |     | 111          |  |   |
| A búcsúbuli | 2008. május 12.      |     | 111          |  |   |
| George anyagi helyzetének felvirágoztatásának céljából úgy dönt, hogy egy másik, jobban fizető munka után néz. Delores emiatt megbántva érzi magát, de ennek ellenére is nekilát egy hatalmas búcsúbulit szervezni neki. A kaszásoknál is van történés, Roxy szabadsága miatt Mason-nek kell elvállalnia az ő munkáját is, de szerencséjére nem kell nagy távolságot megtennie a két kaszálás közt, ugyanis a két halál egy helyen lesz. Daisy ezúttal egy festőt kap munkaként, akivel nem várt nehézségei támadnak. |                      |     |              |  |   |
| |                      |     |              |  |   |
| Nighthawks | 2003. szeptember 12. |     | 112          |  |   |
| Önértékelés | 2008. július 7.      |     | 112          |  |   |
| George nem tud elaludni éjszaka, ezért jobb híján benéz a Waffle Haus-ba. Nagy meglepetésére az egész kaszás csapat ott tartózkodik és az éves önértékelésüket írják. Egyikük sem lelkesedik a dologért, George-nak viszont pont az nem tetszik, hogy ő ebből kimaradt. Hamarosan az oka is kiderül, de ettől még kevésbé lesz nyugodt… |                      |     |              |  |   |
| |                      |     |              |  |   |
| Vacation | 2003. szeptember 19. |     | 113          |  |   |
| Családi vakáció | 2008. július 8.      |     | 113          |  |   |
| A reggeli eligazításon Rube bejelenti, hogy aznap senki nem hal meg, mert a Hantolók szabadnapot tartanak. Az így felszabadult időt a kaszások nem túl nagy lelkesedéssel az elhunytak utolsó gondolatainak dokumentálásával kénytelenek tölteni. Rube akaratával ellentétben George kapja a kezébe az irányítást, akinek a többieknél jóval nagyobb a gyakorlata az adatbevitel területén. A munka lényegi részének elvégzéséhez belógnak a Happy Time-ba, ahova George-nak még mindig van kulcsa. Az unalmas munka ellenére az este mindenkinek érdekesen alakul. Közben George családja nyaralni utazik a kis faházhoz, ahová korábban minden évben, azonban ez George nélkül nagyon nem olyan, ahogy tervezték…                          |                      |     |              |  |   |
| |                      |     |              |  |   |
| Rest in Peace | 2003. szeptember 26. |     | 114          |  |   |
| A sírkő | 2008. július 9.      |     | 114          |  |   |
| George reggele nagyon jól kezdődik, úgy érzi most minden sikerül neki, ezért úgy dönt, hogy benéz a Happy Time-ba visszakérni Delores-től a munkáját. Nagy meglepetésére nemleges választ kap, de amikor Delores macskáját állatorvoshoz kell vinni, mégis segít neki. Közben elkészül George sírköve, de a család az ezzel járó ceremóniát sem képes békében végigcsinálni. |                      |     |              |  |   |
| |                      |     |              |  |   |

## 2. évad
|                    |                      |     |              |  |   |
|                    |                      | Cím | Első vetítés |  | # |
|                    |                      |     |              |  |   |
| Send in the Clown  | 2004. július 25.     |     | 201          |  |   |
| Bohócjelmezben     | 2008. július 10.     |     | 201          |  |   |
|                    |                      |     |              |  |   |
|                    |                      |     |              |  |   |
| The Ledger         | 2004. augusztus 1.   |     | 202          |  |   |
| Állandóság         | 2008. július 11.     |     | 202          |  |   |
|                    |                      |     |              |  |   |
|                    |                      |     |              |  |   |
| Ghost Story        | 2004. augusztus 8.   |     | 203          |  |   |
| Rémtörténet        | 2008. július 14.     |     | 203          |  |   |
|                    |                      |     |              |  |   |
|                    |                      |     |              |  |   |
| The Shallow End    | 2004. augusztus 15.  |     | 204          |  |   |
| Múltbéli sérelmek  | 2008. július 15.     |     | 204          |  |   |
|                    |                      |     |              |  |   |
|                    |                      |     |              |  |   |
| Hurry              | 2004. augusztus 22.  |     | 205          |  |   |
| Késedelem nélkül   | 2008. július 16.     |     | 205          |  |   |
|                    |                      |     |              |  |   |
|                    |                      |     |              |  |   |
| In Escrow          | 2004. augusztus 29.  |     | 206          |  |   |
| Döntéskényszer     | 2008. július 17.     |     | 206          |  |   |
|                    |                      |     |              |  |   |
|                    |                      |     |              |  |   |
| Rites of Passage   | 2004. szeptember 5.  |     | 207          |  |   |
| Csak lazán!        | 2008. július 18.     |     | 207          |  |   |
|                    |                      |     |              |  |   |
|                    |                      |     |              |  |   |
| The Escape Artist  | 2004. szeptember 12. |     | 208          |  |   |
| Egy kis kiruccanás | 2008. július 21.     |     | 208          |  |   |
|                    |                      |     |              |  |   |
|                    |                      |     |              |  |   |
| Be Still My Heart  | 2004. szeptember 19. |     | 209          |  |   |
| Egy kis romantika  | 2008. július 22.     |     | 209          |  |   |
|                    |                      |     |              |  |   |
|                    |                      |     |              |  |   |
| Death Defying      | 2003. szeptember 26. |     | 210          |  |   |
| Rendzavarás        | 2008. július 23.     |     | 210          |  |   |
|                    |                      |     |              |  |   |
|                    |                      |     |              |  |   |
| Ashes to Ashes     | 2004. október 3.     |     | 211          |  |   |
| Szerepjáték        | 2008. július 24.     |     | 211          |  |   |
|                    |                      |     |              |  |   |
|                    |                      |     |              |  |   |
| Forget Me Not      | 2004. október 10.    |     | 212          |  |   |
| Felejtés           | 2008. július 25.     |     | 212          |  |   |
|                    |                      |     |              |  |   |
|                    |                      |     |              |  |   |
| Last Call          | 2003. október 17.    |     | 213          |  |   |
| Szorongás          | 2008. július 28.     |     | 213          |  |   |
|                    |                      |     |              |  |   |
|                    |                      |     |              |  |   |
| Always             | 2004. október 24.    |     | 214          |  |   |
| Örökké             | 2008. július 29.     |     | 214          |  |   |
|                    |                      |     |              |  |   |
|                    |                      |     |              |  |   |
| Haunted            | 2004. október 31.    |     | 215          |  |   |
| Félelmek           | 2008. július 30.     |     | 215          |  |   |
|                    |                      |     |              |  |   |
|                    |                      |     |              |  |   |